# Viladrau
Viladrau – gmina w Hiszpanii, w prowincji Girona, w Katalonii, o powierzchni 50,69 km². W 2011 roku gmina liczyła 1087 mieszkańców.